# Aeropuerto de Cabinda
El Aeropuerto de Cabinda (IATA: CAB, OACI: FNCA) es un aeropuerto que sirve a Cabinda, una ciudad de la provincia de Cabinda en Angola.

## Aerolíneas y destinos
| Luanda | Aeropuerto Internacional Quatro de Fevereiro | SonAir / TAAG Angola Airlines | B737 |
| Soyo   | Aeropuerto de Soyo                           | SonAir / TAAG Angola Airlines | B737 |